# Valvojat (singolo)
Valvojat è il terzo singolo della cantante finlandese Katri Ylander estratto dal suo terzo album omonimo.